# Angelique Seriese
Angelique Seriese, née le 12 juillet 1968 à Zevenbergen, est une judokate néerlandaise.
Elle est nommée sportive néerlandaise de l'année en 1995.

## Palmarès
| Année | Compétition                     | Lieu       | Résultat | Catégorie         |
| ----- | ------------------------------- | ---------- | -------- | ----------------- |
| 1987  | Championnats d'Europe           | Paris      | 2e       | Plus de 72 kg     |
| 1987  | Championnats du monde           | Essen      | 3e       | Plus de 72 kg     |
| 1988  | Championnats d'Europe           | Pampelune  | 1re      | Plus de 72 kg     |
| 1988  | Jeux olympiques (démonstration) | Séoul      | 1re      | Plus de 72 kg     |
| 1989  | Championnats d'Europe           | Helsinki   | 1re      | Plus de 72 kg     |
| 1989  | Championnats d'Europe           | Helsinki   | 1re      | Toutes catégories |
| 1991  | Championnats d'Europe           | Prague     | 3e       | Plus de 72 kg     |
| 1991  | Championnats du monde           | Barcelone  | 5e       | Toutes catégories |
| 1992  | Championnats d'Europe           | Paris      | 1re      | Toutes catégories |
| 1993  | Championnats d'Europe           | Athènes    | 2e       | Toutes catégories |
| 1993  | Championnats du monde           | Hamilton   | 1re      | Toutes catégories |
| 1994  | Championnats d'Europe           | Gdansk     | 1re      | Plus de 72 kg     |
| 1995  | Championnats d'Europe           | Birmingham | 1re      | Toutes catégories |
| 1995  | Championnats du monde           | Chiba      | 1re      | Plus de 72 kg     |
| 1996  | Championnats d'Europe           | La Haye    | 1re      | Plus de 72 kg     |